# Vézins-de-Lévézou
Vézins-de-Lévézou (okcitansko Vesinh (de Leveson)) je naselje in občina v južnem francoskem departmaju Aveyron regije Jug-Pireneji. Leta 1999 je naselje imelo 634 prebivalcev.

## Geografija
Kraj leži v pokrajini Rouergue 27 km severozahodno od Millaua.

## Uprava
Vézins-de-Lévézou je sedež istoimenskega kantona, v katerega so poleg njegove vključene še občine Saint-Laurent-de-Lévézou, Saint-Léons in Ségur s 1.710 prebivalci.
Kanton Vézins-de-Lévézou je sestavni del okrožja Millau.

## Zanimivosti
- grad Château de Vézins iz začetka 12. stoletja, po požaru 1642 prenovljen v renesančnem slogu.